# Чанка (Перу)
Чанка — народность в Перу, существование которой засвидетельствовано историческими источниками для позднего промежуточного периода (XIV—XV вв.). Враждовали с инками. Проживали в основном в районе современного г. Андауайлас, регион Апуримак.
Чанка делились на три этнических группы: «ханан-чанка» («верхние», проживали в Андауайлас), «хурин-чанка» («нижние», проживали в Уранмарка) и вилька или ханкоуалло (проживали в Вилькасуамане).
В войне против инков были союзниками народа покра.
Язык, на котором чанка говорили в древности, неизвестен (существует предположении о родстве языка чанка с языком пукина. Позднее чанка перешли на кечуа, и в настоящее время потомки народа чанка говорят на языке чанка-кечуа (аякучанский диалект кечуа).